# Arrondissement La Rochelle
Arrondissement La Rochelle je francouzský arrondissement ležící v departementu Charente-Maritime v regionu Poitou-Charentes. Člení se dále na 15 kantonů a 57 obcí.

## Kantony
- Ars-en-Ré
- Aytré
- Courçon
- La Jarrie
- Marans
- La Rochelle-1
- La Rochelle-2
- La Rochelle-3
- La Rochelle-4
- La Rochelle-5
- La Rochelle-6
- La Rochelle-7
- La Rochelle-8
- La Rochelle-9
- Saint-Martin-de-Ré